# Demarc
Demarc (en llatí Demarchus, en grec antic Δήμαρχος) fill de Pídocos de Siracusa va ser un militar siracusà. Va morir l'any 405 aC.
Va ser un dels generals enviats per substituir Hermòcrates i als seus col·legues en el comandament dels auxiliars siracusans a Grècia, quan aquestos generals van ser destituïts, segons diuen Xenofont i Tucídides. Al seu retorn va participar en els afers polítics de Siracusa, però es va convertir en un dels principals opositors a Dionís el vell, que finalment el va fer executar al mateix temps que a Dafneu, una mica després que Dionisi fos nomenat στρατηγός αὐτοκράτωρ (Estrateg autocràtor), segons Diodor de Sicília.